# 스즈키-미야우라 반응
스즈키-미야우라 반응(일본어: 鈴木・宮浦反応) 또는 스즈키-미야우라 커플링(일본어: 鈴木・宮浦カップリング, 영어: Suzuki-Miyaura coupling)은 팔라듐 촉매와 염기 등의 친핵체 작용에 의해 유기붕소화합물과 할로겐화아릴을 커플링 반응시켜서 비대칭 비아릴(바이페닐 유도체)을 얻는 화학반응이다. 스즈키 반응(鈴木反応), 스즈키 커플링(鈴木カップリング) 등으로도 불리고 방향족 화합물의 합성법으로서 자주 이용되는 반응 중의 하나이다. 이 연구의 성과로 스즈키 아키라가 2010년에 노벨 화학상을 수상했다.
기질로서 방향족 화합물 외에도 바이닐기 화합물, 아릴 화합물, 벤질 화합물, 알카인 유도체, 알케인 유도체 등도 쓰인다.

## 특징
1970년대부터 다양한 크로스 커플링 반응이 개발하고 있던 가운데 1979년에 스즈키 아키라, 미야우라 노리오 등은 유기붕소와 유기할로겐화물을 이용한 새로운 크로스 커플링 반응에 대해 보고를 했다. 그 후 팔라듐 촉매나 반응계의 진보, 붕소 화합물의 합성법 진보의 상승 효과에 의해 스즈키-미야우라 커플링 반응의 적용 범위나 유용성은 더욱 늘어나서 현재에 이르고 있다. 반응의 장점으로서는 관능기 허용성이 높고 입체 장애에 강하다. 또한 원료가 되는 유기붕소화합물이 물이나 공기에 안정되면서 취급하기가 쉽고 함수용매 중에서도 반응이 진행하는 것, 부생성물이 수용성으로 제거하기 쉽고, 독성도 낮다는 것 등 실용상에 있어서의 이점이 커서 실험실부터 공업 척도까지 폭넓게 응용되고 있다.

## 반응 기구
반응 기구는 일반적으로 할로겐화아릴에 0값 팔라듐의 산화적 부가, 할로겐과 방향족 붕소화합물과의 배위자 교환(견해를 바꾸자면 금속 교환), 생성물인 비아릴의 환원적 이탈을 거치는 것으로 여겨지고 있다. 마지막 환원적 이탈에 의해 0값의 팔라듐이 재생되면서 촉매 사이클이 형성된다. 친핵체는 기질의 붕소상에 부가해서 산염 착물을 만들고, 탄소-붕소 결합을 활성화시켜서 배위자 교환의 단계를 용이하게 한다. 또, 친핵체는 배위자로서 산화적 부가 직후에 생성하는 유기 팔라듐 중간체 상의 할로겐과 치환되면서 반응성을 높이는 경우도 있다.

### 환원적 탈리
스즈키-미야우라 반응의 마지막 단계는 감소하는 제거 단계이다. 이 단계에서 팔라듐(II) 복합체(8)는 그 생산물(9)을 제거, 그리고 팔라듐(0) 촉매(1)를 재생산한다. 중수소 라벨링을 이용해서 리즈웨이 et al.은 입체화학의 유지 상태에서 복원하는 제거 결과를 보여줬다.

## 유기붕소화합물에 대해
유기붕소화합물은 일반적인 유기금속화학물에 비해 물이나 공기 등에 대해 비교적 안정되고 취급이 용이하는 경우가 많다. 유기붕소화합물은 종래에 대응하는 그리냐르 시약이나 유기 리튬 등의 금속 교환, 혹은 히드로 붕소화를 비롯한 첨가 반응에 의해 조제돼 왔지만 근년에 보레인 유도체(R2BH)나 디보론(R2BBR2), 이리듐 촉매 등을 조합한 방향족 화합물의 직접 붕소화도 알려지게 됐다. 스즈키-미야우라 반응의 진보는 합성화학에 있어서의 유기붕소화합물의 가치를 드높이게 됐다.

## 같이 보기
- 커플링 반응

## 참고 문헌
1. ↑  Miyaura, Norio; Yamada, Kinji ; Suzuki, Akira (1979). “A new stereospecific cross-coupling by the palladium-catalyzed reaction of 1-alkenylboranes with 1-alkenyl or 1-alkynyl halides”. 《Tetrahedron Letters》 20 (36): 3437–3440. doi:10.1016/S0040-4039(01)95429-2. 2014년 10월 21일에 원본 문서에서 보존된 문서. 2015년 1월 27일에 확인함.
2. ↑  Miyaura, N.; Suzuki, A. J. Chem. Soc. Chem. Commun. 1979, 866.
3. ↑  총설: Miyaura, Norio; Suzuki, Akira (1995). “Palladium-Catalyzed Cross-Coupling Reactions of Organoboron Compounds”. 《Chemical reviews》 95 (7): 2457–2483. doi:10.1021/cr00039a007. 2016년 9월 12일에 원본 문서에서 보존된 문서. 2015년 1월 27일에 확인함.
4. ↑  Ridgway, Brian H.; Woerpel, K. A. (1998). “Transmetalation of Alkylboranes to Palladium in the Suzuki Coupling Reaction Proceeds with Retention of Stereochemistry”. 《The Journal of Organic Chemistry》 63 (3): 458–460. doi:10.1021/jo970803d. PMID 11672033.